# Функция вероятности
Фу́нкция вероя́тности в теории вероятностей — функция, возвращающая вероятность того, что дискретная случайная величина {\displaystyle X} примет определённое значение. Например, пусть {\displaystyle p:\mathbb {R} ^{n}\to [0,1]} — функция вероятности, тогда вероятность того, что {\displaystyle X} примет значение равное 13, вычисляется подстановкой значения {\displaystyle X=13} в функцию  {\displaystyle p(X)=p(13)}, которая уже возвращает вероятность, например, 0.5 — это означает, что вероятность получить число 13 равна 0.5.
Если {\displaystyle X} — скалярная случайная величина, функция вероятности задаётся таблицей возможных значений с соответствующими вероятностями ({\displaystyle x_{i},\,p_{i}}); такая таблица носит название «ряд распределения».
Функция вероятности — это наиболее часто используемый способ охарактеризовать дискретное распределение. Она играет ту же роль, что и плотность вероятности для непрерывной случайной величины (однако в последней ситуации речь идёт не о вероятности реализации конкретного значения {\displaystyle X}, а о вероятности попадании значения случайной величины в заданный интервал, которая находится интегрированием плотности вероятности по этому интервалу).

## Определения

### Функция произвольной вероятности
Пусть {\displaystyle \mathbb {P} } является вероятностной мерой на {\displaystyle \mathbb {R} ^{n}}, то есть определено вероятностное пространство {\displaystyle \left(\mathbb {R} ^{n},{\mathcal {B}}(\mathbb {R} ^{n}),\mathbb {P} \right)}, где {\displaystyle {\mathcal {B}}(\mathbb {R} ^{n})} обозначает борелевскую σ-алгебру на {\displaystyle \mathbb {R} ^{n}}.
Вероятностная мера называется дискретной, если её носитель {\displaystyle \mathbb {P} } не более, чем  счётен, то есть существует не более, чем счётное подмножество {\displaystyle X\subset \mathbb {R} ^{n}} такое, что {\displaystyle \mathbb {P} (X)=1}.
Функция {\displaystyle p:\mathbb {R} ^{n}\to [0,1]}, определённая следующим образом:
{\displaystyle p(x)=\left\{{\begin{matrix}\mathbb {P} (\{x\}),&x\in X\\0,&x\in \mathbb {R} ^{n}\setminus X,\end{matrix}}\right.}
где {\displaystyle \mathbb {P} } — дискретная вероятностная мера, называется функцией вероятности {\displaystyle \mathbb {P} }. Здесь важно понимать, что {\displaystyle \mathbb {P} } - это функция, определённая на множествах, а не на числах, в то время как {\displaystyle p(x)}, будучи определённой через {\displaystyle \mathbb {P} }, уже является функцией определённой над числами.

### Функция вероятности дискретной случайной величины
Пусть {\displaystyle X:\Omega \to \mathbb {R} } ({\displaystyle X:\Omega \to \mathbb {R} ^{n}}) — случайная величина (случайный вектор). Тогда она индуцирует (наводит) вероятностную меру {\displaystyle \mathbb {P} ^{X}} на {\displaystyle \mathbb {R} } (на {\displaystyle \mathbb {R} ^{n}}), называемую распределением. Случайная величина называется дискретной, если её распределение дискретно. Функция вероятности {\displaystyle p_{X}} дискретной случайной величины {\displaystyle X} имеет вид:
{\displaystyle p_{X}(x)=\mathbb {P} ^{X}(\{x\})\equiv \mathbb {P} (X=x)},
или
{\displaystyle p_{X}(x_{i})=\mathbb {P} (X=x_{i})=p_{i},\;i\in \mathbb {N} ,}
где {\displaystyle \{x_{1},x_{2},x_{3},\ldots \}} — множество значений, которые принимает {\displaystyle X}. 

## Свойства функции вероятности
Из свойств вероятности следует:
- {\displaystyle p_{X}(x_{i})\geqslant 0,\;\forall i\in \mathbb {N} }.
- {\displaystyle \sum \limits _{i=1}^{\infty }p_{X}(x_{i})=1}.
- Функция распределения случайной величины может быть выражена через её функцию вероятности:

{\displaystyle F_{X}(x)=\sum \limits _{i\colon x_{i}<x}p_{X}(x_{i})}.
- Если {\displaystyle X=(X_{1},X_{2})}, то

{\displaystyle \sum \limits _{x_{2}}p_{X_{1},X_{2}}(x_{1},x_{2})=p_{X_{1}}(x_{1})},
{\displaystyle \sum \limits _{x_{1}}p_{X_{1},X_{2}}(x_{1},x_{2})=p_{X_{2}}(x_{2})},
где {\displaystyle p_{X_{1},X_{2}}} — функция вероятности вектора {\displaystyle (X_{1},X_{2})}, а {\displaystyle p_{X_{i}}} — функция вероятности величины {\displaystyle X_{i},\;i=1,2}. Это свойство очевидно обобщается для случайных векторов размерности {\displaystyle n>2}.
- Математическое ожидание функции от дискретной величины, когда оно существует, имеет вид:

{\displaystyle \mathbb {E} \{g(X)\}=\sum \limits _{i=1}^{\infty }g(x_{i})\,p_{i}},
при условии что ряд в правой части абсолютно сходится.

## Примеры дискретных распределений
- Распределение Бернулли;
- Биномиальное распределение;
- Геометрическое распределение;
- Гипергеометрическое распределение;
- Логарифмическое распределение;
- Отрицательное биномиальное распределение;
- Распределение Пуассона;
- Дискретное равномерное распределение;
- Мультиномиальное распределение.